# Cruella (film)
Cruella je američka krimi komedija iz 2021. godine bazirana na liku Cruelle de Vil iz romana Dodie Smith iz 1956. 101 Dalmatinac. Film je režirao Craig Gillespie sa scenarijem Dana Fox i Tony McNamara, prema priči Aline Brosh McKenna, Kelly Marcel i Steve Zissisa. To je treći igrani film u franšizi 101 Dalmatinac te služi kao reboot i priča o porijeklu naslovnog lika. Emma Stone glumi naslovni lik, s Emmom Thompson, i Joel Fry, Paul Walter Hauser, Emily Beecham, Kirby Howell-Baptiste i Mark Strong u sporednim ulogama. Smješten u London tijekom punk rock pokreta 1970-ih, film se vrti oko Estelle Miller, nadobudne modne dizajnerice, dok istražuje put koji će je dovesti do ozloglašene modno opsjednute Cruelle de Vil.  
U 2013. Walt Disney Pictures najavio je razvoj filma s Andrew Gunnom kao producentom. Emma Stone je dobila ulogu 2016., te je također i izvršni producent na filmu uz Glenn Close, koja je glumila Cruellu u prethodnim igranim adaptacijama, 101 Dalmatinac (1996) i 102 Dalmatinca (2000). Glavno snimanje izvršeno je u Engleskoj između kolovoza i studenog 2019.
Cruella je premijerno prikazana u Los Angelesu 18. svibnja 2021., što je prvi veliki događaj na crvenom tepihu otkako je počela pandemija COVID-19, a prikazana je u Sjedinjenim Državama u kinima i istovremeno dostupna na Disney+ s premijernim pristupom 28. svibnja. Film je dobio općenito pozitivne kritike s kritičarima koji su hvalili izvedbe (osobito Stone, Thompson i Hausera), Gillespiejevu režiju, vizualni stil, kostimografiju, produkcijske vrijednosti i zvučni zapis, no djelomićno krtizirali scenarij. U svijetu je zaradio preko 233 milijuna dolara. Film je zaradio nominacije za kostimografiju, šminku i frizuru na 94. dodjeli Oscar, 27. dodjeli nagrada Critics' Choice i 75. dodjeli filmskih nagrada Britanske akademije, dok je Stone nominirana za najbolju glumicu u filmu – komediji ili mjuziklu na 79. dodjeli Zlatnog globusa. Nastavak je u razvoju, te bi Stone trebala ponoviti svoju naslovnu ulogu.

## Radnja
Estella je kreativno dijete s talentom za modu i podlom crtom. Estellina majka, Catherine, odluči je povući iz škole kako bi očuvala njezne dosje i preseliti se u London. Na putu do tamo, ona se zaustavlja na zabavi više klase kako bi zatražila financijsku pomoć. Unatoč tome što joj je rečeno da ostane u autu, Estella se ušulja na zabavu i nenamjerno privuče pozornost triju žestokih Dalmatinca. Potjeraju je van te gurnu Catherine s balkona na litici u smrt. Ostavši bez roditelja i okrivljujući sebe za Catherininu smrt, Estella bježi u London i sprijatelji se s uličnim lopovima Jasperom i Horaceom. Jasper je odluči uzeti kao "smetanje pažnje", ali Estella se na kraju rado sprijatelji s njima.
Deset godina kasnije, Estella prakticira lopovluk i varalice s Jasperom i Horaceom, usavršavajući svoje modne vještine dizajnirajući njihove maske, zajedno s njihovim psima, Buddyjem i Winkom. Za rođendan joj Jasper i Horace omogućju početni posao u robnoj kući Liberty. Međutim, Estella dobiva samo posao kao čistačica i uskraćena joj je prilika da iskoristi svoje talente. Kada Estella pijana preuređuje izlog, barunica von Hellman — poznata, ali autoritarna dizajnerica visoke mode — impresionirana je Estellinim radom i nudi joj željeni posao u svojoj modnoj kući. Estella željno prihvaća i stječe baruničino povjerenje. Iako je ponosna što su njezini dizajni izloženi, primijeti kako njezina šefica nosi ogrlicu koja je nekoć pripadala Catherine. Kada barunica tvrdi da joj je ogrlicu neka nezahvalna zaposlenica prethodno pokušla ukrati, Estella zamoli Jaspera i Horacea da joj pomognu vratiti ogrlicu tijekom nadolazećeg Baruničina Crno-bijelog bala.
Kako bi prikrila svoj identitet na Balu, Estella za sebe stvara alter-ego po imenu "Cruella" i nosi jedan od baruninih starih dizajna kupljenih od vlasnika trgovine starinskom odjećom po imenu Artie. Cruella privlaći svu pozornost na balu, kupujući Jasperu i Horaceu dovoljno vremena da provale u baruničin trezor, samo da bi shvatili da barunica već nosi ogrlicu. Jasper, odstupajući od prvotnog plana, prerušava se u konobara i pušta štakore u zabavu. Kako nastaje panika, Estella uspijeva povući ogrlicu. Primijetivši da joj je ogrlica ukradena, barunica doziva svoje Dalmatince psećom zviždaljkom, zbog čega Estella shvati da je barunica u konačnici odgovorna za Catherininu smrt. U kaosu koji je uslijedio, jedan od baruninih Dalmatinaca proguta ogrlicu.
U potrazi za osvetom, i kako bi dohvatila ogrlicu, Estella naređuje Jasperu i Horaceu da otmu baruničine Dalmatince. Cruella nadmašuje barunicu pojavljivanjem na događajima i okupljanjima na ekstravagantan način, stječući ozloglašenost preko Estelline prijateljice iz djetinjstva i kolumnistice Anite Darling. Cruellino oholo i arogantno ponašanje sve više uznemirava Jaspera, kao i barunicu.
Estella dizajnira komad s potpisom za reviju Barunessine proljetne kolekcije i inscenira pljačku u modnoj kući, što Barunicu tjera da zaključa sve haljine u trezor. U noći proljetne kolekcije, barunica otvara trezor i otkriva da su se tisuće moljaca izlegle iz samih perli koje su bile ušivene u prepoznatljivi komad koji je Estella napravila, što je izazvalo paniku kod svih te barunica shvati da je ona Cruella. Publika za proljetnu predstavu trči vani, gdje Cruella priređuje svoju predstavu u Regent's Parku, odjevena u kaput od umjetnog dalmatinskog krzna kako bi se dodatno narugala barunici. Kada Estella stigne kući, zatiče Jaspera i Horacea vezane za stolicu, te vidi barunicu koja drži upaljač, koja je planira ubiti u požaru i uhititi Jaspera i Horacea zbog njezina ubojstva. Momci su odvedeni u zatvor, a kako je Estella zarobljena u skladištu, John ju spašava i uklanja iz plamena. Nekoliko sati kasnije, Estella se budi u Johnovom domu, koji joj tada otkriva da ogrlica s kljućem otključava kutiju u kojoj se nalaze njezini podaci o rođenju. Saznaje da je barunica njezina biološka majka; pri njezinom rođenju, barunica je naredila Johnu da ubije dojenče Estellu kako bi se mogla usredotočiti isključivo na svoju karijeru i zadržati nasljedstvo svog pokojnog muža. John je umjesto toga dao bebu Catherine, jednoj od baruninih sluškinja, koja je odgajala Estellu u tajnosti.
Cruella izvlači Jaspera i Horacea iz zatvora i otkriva istinu, regrutirajući njih, Artieja i Johna za svoj konačni plan. Kvintet se ušulja na barunicinu dobrotvornu gala zabavu, gdje je Estella susreće na balkonu na litici, otkrivajući da je ona baruničina kći. Barunica se pretvara da grli Estellu prije nego što je gurne preko balkona; tada shvaća da su njezine goste izveli Jasper, Horace, Artie i John te su svi svjedočili tom činu. Estella preživi sa skrivenim padobranom i, s Estellom legalno mrtvom, zauvijek usvaja svoju Cruella personu. Barunica je uhićena dok se Cruella pojavljuje da joj se naruga. Nakon ovoga, Barunica se zaklinje da će se jednog dana osvetiti Cruelli De Vil. Prije svoje "smrti", Estella je svoje nasljedstvo prenijela na Cruellu. Kasnije, Cruella nasljeđuje Hellman Hall, preimenuje ga u Hell Hall i useli se s ostatkom kvinteta.
U sceni usred naslova, Cruella je na kućne pragove Anite i Rogera, baruničina bivšeg odvjetnika, isporučila kutije u kojima se nalaze dalmatinski štenci po imenu Perdita, odnosno Pongo. Obojica prihvaćaju štence, a Roger počinje pisati pjesmu o Cruelli na svom klaviru.

## Glumci
- Emma Stone kao Estella/Cruella: snalažljiva prevarantica i ambiciozna modna dizajnerica, koja će dalje postati ozloglašeni i opasni opsjednuti kriminalac. (Billie Gadsdon kao 5-godišnja Estella, te Tipper Seifert-Cleveland kao 12-godišnja Estella)
- Emma Thompson kao barunica: narcistična, autoritarna i egoistična šefica prestižne londonske modne kuće i poznata dizajnerica visoke mode, koja je Estellina nova šefica i konačna suparnica. Ona igra ključnu ulogu u Estelinoj transformaciji.
- Joel Fry kao Jasper: lopov koji je odrastao s Estellom nakon smrti njezine posvojiteljice. Da bi glumio Jaspera, Fry se nije osvrnuo na prikaz lika u originalnom animiranom filmu ili remakeu iz 1996. godine, samo je kopirao njegove fizičke manire. (Ziggy Gardner kao mladi Jasper)
- Paul Walter Hauser kao Horace: lopov koji je odrastao s Estellom nakon smrti njezine posvojiteljice i Jasperov brat. Hauser je inspiraciju za ulogu crpio iz izvedbe Bob Hoskinsa kao gospodina Smeea u filmu Kuka. (Joseph MacDonald kao mladi Horace)
- Emily Beecham kao Catherine: Estellina posvojiteljica, osiromašena pralja i bivša sobarica u Hellman Hallu.
- Kirby Howell-Baptiste kao Anita Darling: Estellina kolegica iz djetinjstva, koja radi kao kolumnistica tračeva. Aniti je kasnije Cruella darovala žensko štene po imenu Perdita. (Florisa Kamara kao mlada Anita)
- Mark Strong kao John: baruničin buttler i odani pouzdanik koji joj pomaže u njezinim planovima. Kasnije spašava Cruellin život u požaru i pomaže joj da se osveti.

John McCrea tumači Artieja, člana Cruelline pratnje i vlasnika vintage modnog dućana. Bio je prvi originalni lik u Disney igranom filmu koji je bio otvoreno homoseksualac, te je lik inspiriran David Bowiejem i Marc Bolanom. Osim toga, Kayvan Novak glumi Rogera Dearlyja, odvjetnika koji radi za barunicu, koji postaje tekstopisac nakon što je otpušten, a potom mu je Cruella darovala muško štene Dalmatinca po imenu Pongo; Jamie Demetriou glumi Geralda, službenika Libertyja koji je Estellin početni šef; Andrew Leung tumači Jeffreyja, baruničina pomoćnika; Leo Bill glumi ravnatelja u Estellinoj školi; Paul Bazely tumači policijskog komesara Westona; Ed Birch portretira baruninog šefa osiguranja; Paul Chowdhry tumači vlasnika Kabab trgovine, dok Abraham Popoola glumi svog kolegu Georgea; Tom Turner pojavljuje se kao barun von Hellman, baruničin pokojni muž i Cruellin biološki otac.

## Produkcija

### Odabir glumaca
Film o Cruelli de Vil, baziran na liku iz Disneyjeve franšize 101 Dalmatinac, najavljen je 2013. godine. Andrew Gunn bio je angažiran za produkciju filma, dok je Glenn Close (koja je prethodno glumila lik u adaptaciji uživo iz 1996. 101 Dalmatinac i njenom nastavku 102 Dalmatinca) bila je izvršni producent, a Kelly Marcel je originalno revidirala scenarij napisan od Aline Brosh McKenna. U siječnju 2016. Emma Stone dobila je glavnu ulogu Cruelle de Vil. Kostimografkinja Jenny Beavan kasnije je izjavila da je njezina uloga u filmu bila pomoći Stone da se pojavi kao mlađi prikaz Closeove uloge iz 1970-ih u 101 Dalmatincu iz 1990-ih, što je vjerojatno potvrdilo zajednički kontinuitet između filmova, iako se likovi Rogera i Anite pojavljuju iste dobi kao Cruella i prikazani kao različite rase s različitim zanimanjima u ovom filmu. Stone nije prikazala Cruellu kako puši kao što je prije bila jer je Disney od 2007. zabranio prikazivanje pušenja u svojim filmovima.
U kolovozu 2016. Jez Butterworth je angažiran da prepiše prethodni nacrt scenarija. U studenom 2016. objavljeno je da je Disney angažirao Alexa Timbersa da režira adaptaciju uživo, a Marc Platt se pridružio filmu kao producent. Međutim, u prosincu 2018. otkriveno je da je Timbers napustio film zbog sukoba oko rasporeda i da će Craig Gillespie umjesto toga režirati. U svibnju 2019., Emma Thompson pridružila se ekipi kao barunica, opisana kao "antagonist Cruelle za koju se smatra da je ključna u njezinoj transformaciji u zlikovca kakvog danas poznajemo." Nicole Kidman se smatrala najboljim izborom, dok su Charlize Theron, Julianne Moore i Demi Moore također bile u razmatranju za ulogu, dok je Dev Patel razmatran za ulogu Rogera Dearlyja. Fox je angažiran da napiše nedavnu verziju scenarija. Joel Fry i Paul Walter Hauser dodani su sljedećih mjeseci kao Jasper i Horace.

### Snimanje
U kolovozu 2019., tijekom D23 Expoa, otkriveno je da je glavno snimanje za Cruellu već započelo. Prva službena slika iz filma na kojoj se vidi Stone kao Cruella de Vil s tri odrasla dalmatinca na uzici, Hauserom kao Horaceom i Fryjem kao Jasperom također je predstavljena tijekom događaja. U rujnu 2019. glumcu su dodani Mark Strong, Emily Beecham i Kirby Howell-Baptiste. Snimanje je završeno u studenom 2019..

## Objava
Cruella je prvotno trebala biti prikazana u kinima 23. prosinca 2020. ali je odgođena do 28. svibnja 2021. Film je dobio ocjenu PG-13 od Motion Picture Association, "zbog nasilja i tematskih elemenata", što ga čini drugim remakeom/spin-offom Disneyjevog animiranog filma koji je dobio tu ocjenu, nakon Mulan. Dana 23. ožujka 2021. najavljeno je da će film biti pušten istovremeno na Disney+ s Premier Accessom kao odgovor na pandemiju COVID-19. Film je premijerno prikazan u kazalištu El Capitan u Los Angelesu 18. svibnja 2021., što je prva velika premijera na crvenom tepihu od početka pandemije.
Ulaznice za kinoprojekcije puštene su u prodaju 14. svibnja 2021., a najavljeno je da će film biti prikazan i u Dolby Cinema na odabranim područjima. Prvi put je prikazan kritičarima istog dana.

## Kritike
Na internetskoj stranici Rotten Tomatoes, film ima ocjenu odobravanja od 74% na temelju 360 recenzija, s prosječnom ocjenom 6,70/10. Kritički konsenzus stranice glasi: "Cruella ne može u potpunosti odgovoriti na pitanje zašto je njenom naslovnom liku bila potrebna priča o porijeklu, ali ovu blistavu vizualnu gozbu užasno je zabavno gledati kad god njezine vodeće dame zasviraju." Na stranici Metacritic film ima prosječnu ocjenu od 59 od 100 na temelju 56 kritičara, što ukazuje na "miješane ili prosječne kritike". Publika koju je anketirao CinemaScore dala je filmu prosječnu ocjenu "A" na ljestvici od A+ do F, dok je PostTrak izvijestio da ga je 84% publike dalo pozitivno, a 63% ih je reklo da bi ga svakako preporučili.
Pišući za časopis Variety, Peter Debruge je rekao: "Režiser, koji je prije nekoliko godina donio opaku oštrinu pop-kulture redux sa Ja, Tonya, spasio je Cruellu od predvidljivosti ranijih remakea 101 Dalmatinca i stvorio modernu novu franšizu u kojoj je nekoć zlikovac ponovno rođen kao najnevjerojatniji uzor." AO Scott iz New York Timesa nazvao je film "osvježavajućim" u okviru Disneyjevih igranih filmova, pohvalivši vizualni stil filma i pripovijedanje u stilu Dickensianskoj priči, kao i povoljno upućivanje na film kao na PG-13 osvetu Jokeru. Peter Travers, recenzirajući film za ABC News, napisao je: "Da je izgled zaista sve, Cruella bi letjela visoko na blistavim kostimima koje je dizajnirala dvostruka dobitnica Oscara Jenny Beavan za i s dvoje Oscarom nagrađenih Emme- Stone i Thompson -odjevene su da oduševljavaju i pružaju puno za uživanje u ovoj lijepo izrađenoj lopti od pahuljica i dostižu svoj korak kada dvije Emme krenu na ratni put diva - sve u ime osnaživanja žena." Justin Chang iz Los Angeles Timesa opisao je film kao "blistavu zabavu" i pohvalio izvedbe Stone i Thompson, od kojih je rivalstvo predstava opisao kao "teško odoljeti na ekranu", a Beavaninu kostimografiju na filmu pozdravio kao jedno od njezinih najboljih djela od Mad Max: Fury Road, povlačeći paralele moralnih dvosmislenosti filma i Stoneovog prikaza naslovnog lika s njezinom prethodnom izvedbom kao Abigail Hill u Favourite.
Alonso Duralde iz TheWrapa napisao je: "Postavljanje ovih likova u 60-e i 70-e omogućuje redatelju Craigu Gillespieju i scenaristima Dani Fox i Tony McNamari da smjeste likove u uzbudljiv trenutak modne povijesti... , i dizajnerica produkcije Fiona Crombie, i njihovi odjeli, čini se da svi uživaju i maksimalno iskorištavaju zahtjeve filma." Osim toga, Duralde je također pohvalio izvedbe Stone, Hausera i Thompson, uspoređujući karakterizacije potonjeg prikaza barunice s Mirandom Priestly u The Devil Wears Prada i Reynolds Woodcockom u PhantomThread. Richard Roeper iz Chicago Sun-Timesa ocijenio je film s 3/4 zvjezdice i istaknuo Gillespiejevu režiju kao "pametan" i "đavolski neobičan" dok je hvalio nastupe Stone i Thompson kao "prikladno pretjerane i divlje zabavne", povlačeći njegove usporedbe s The Devil Wears Prada i također je pohvalio kostime, šminku i produkcijske vrijednosti koje je nazvao "spektakularnim", "blistavim" i "vizualnim gozbom", uspoređujući njegov stil s Phantom Thread i primjećujući sličnosti vibracije i tona soundtracka filma Goodfellas, Kingsman: The Secret Service i Baby Driver.
K. Austin Collins iz Rolling Stonea ocijenio je film s tri od pet zvjezdica, na sličan način pohvalivši Stoneinu izvedbu naslovne junakinje, za koju je smatrao da ju je ona utjelovila i opisao njezinu izvedbu kao "vampy, stilski i okrutan" uspoređujući filmski stil pripovijedanja s Ja, Tonya, za koji je primijetio sličnu internaliziranu žrtvu perspektivu priče od Cruelle De Vil do Tonye Harding i čak je istaknuo sličan "uvjerljivo dvostrani" prikaz Stoneove Cruelle Andrei "Andy" Sachsu iz filma The Devil Wears Prada, ali s uvrnutim spinom. Također je pohvalio sporedne izvedbe, posebice Thompson i Hausera, te je film nazvao "borbom pameti i pletenja", "zanimljivim" i "zabavnim". Jamie Jirak iz ComicBook.com nazvao je film "podizanjem letvice kada je u pitanju njihov [Disneyjev] katalog igranog filma", hvaleći umjetnički odjel, izvedbe i nostalgične elemente. Debopriyaa Dutta iz Screen Rant smatra da film govori o "majstorski nijansiranom podrijetlu" i pohvalila je izvedbe Stone i Hausera.
Ann Hornaday iz Washington Posta opisala je film kao "zamoran, transgresivan, kaotičan i inertan". Dok hvali nastupe Stone, Thompson, Fryja i Hausera, kao i kostime; kritizirala je film, pisanje i vrijeme trajanja za koje ga je smatrala "prenapunjenim", "predugačkim" i "jadno mizantropskim". Mick LaSalle iz San Francisco Chroniclea smatrao je da je film pogrešno stvoren i smatrao je da više daje prednost stilu nego sadržaju. Iako je pohvalio Thompsonovu izvedbu, kostimografiju i soundtrack, kritizirao je pisanje filma kao "lijeno" i "neoprezno". Matt Zoller Seitz s RogerEbert.com dao je filmu 2/4 zvjezdice i rekao: "Ne može se poreći da je Cruella elegantna i kinetična, s gadnom oštricom koja je neuobičajena za nedavni Disneyjev film. Ali je također iscrpljujući, neorganiziran, i frustrirajuće inertan, s obzirom na to koliko je teško uvjeriti vas da je uzbudljivo i drsko."

## Nastavak
U svibnju 2021., i Stone i Thompson izjavile su da bi željele snimiti drugi Cruellini film u stilu The Godfather Part II, koji bi služio i kao nastavak i kao prequel. Disney je 4. lipnja 2021. objavio da je nastavak službeno u ranoj fazi razvoja, a očekuje se da će se Gillespie i McNamara vratiti kao redatelj i scenarist.